# 丸山定夫
丸山 定夫（まるやま さだお、1901年〈明治34年〉5月31日 - 1945年〈昭和20年〉8月16日）は、大正・昭和期の日本の俳優。築地小劇場第一期メンバーの一人である。広島に投下された原爆により壊滅した移動演劇桜隊（さくら隊、櫻隊とも表記）の隊長を務めた。新劇の発展に貢献し、新劇の団十郎と賞賛される。

## 生涯

### 築地小劇場参加まで
愛媛県松山市北京町（きたきょうちょう＝現在の松山市二番町）に生まれる。父は海南新聞の記者・丸山常次。8歳で父と死別。中学への進学をあきらめ、職を転々とする。
文学少年だった丸山はやがて戯曲に興味を持つようになり、1917年（大正6年）、広島を拠点に全国を巡業する青い鳥歌劇団に入団。俳優としてのスタートを切る。同時期に榎本健一（エノケン）、徳川夢声らと知り合う。榎本は丸山の演技を見て「とんでもないクサイ芝居をするので新劇に行ったほうがいいよ」と説得し、これが丸山の新劇に興味を持つきっかけとなった。
その後上京して浅草の根岸歌劇団に入団。関東大震災（1923年（大正12年）9月1日）後の被災地で築地小劇場創設の趣意書を偶然拾ったことがきっかけとなり、翌1924年（大正13年）、演出家・土方与志宅に単身乗り込んで自身を売り込み、築地小劇場研究生として採用される。研究生の同期には、千田是也、山本安英、田村秋子などがいた。こけら落としはラインハルト・ゲーリング作の『海戦』。この芝居では、開演の合図に銅鑼を鳴らす演出が行われたが、その銅鑼を鳴らしたのが丸山だった。

### 個性派俳優として
1928年（昭和3年）、築地小劇場の中心人物だった演出家・小山内薫が死去。これにより劇団内部に意思の食い違いが生じるようになり、翌1929年（昭和4年）、丸山、山本、薄田研二、伊藤晃一、高橋豊子（のちに高橋とよ）、細川知歌子（のちに細川ちか子）の6名が脱退、土方を中心にして新築地劇団を結成する。この頃から左翼思想に傾倒していくようになり、1931年（昭和6年）にはプロット（プロレタリア演劇同盟）に加盟した。また、一時期細川知歌子と恋愛関係にあり、四谷に居を構え、貧困に喘ぎながら同棲生活を送っていたこともつとに知られる話である。
尾崎士郎『人生劇場』の吉良常、ゴーリキー『どん底』のルカ、チェーホフ『桜の園』のロパーヒンなど、新築地劇団で丸山が演じた役は90以上にのぼる。特にモリエール『守銭奴』のアルパゴン役は、彼の代表作とされている（後に鎌倉市小町の妙隆寺にアルパゴンを演じる丸山の肖像を刻んだ墓碑が建てられることとなる）。一方、同棲中の細川が病に倒れた際、窮乏した生活の中でなんとか栄養のある食事を与えて回復させてやりたいという思いから、旧友である榎本を訪ねた。丸山から事情を聞いた榎本は、当時としては高額であった百円で丸山の身柄を買った。それから約半年間、丸山はエノケン一座に「福田良一」という芸名で出演。新劇役者としての地位を投げ捨て、コメディアンに徹した。
エノケン一座出演と同時期の1933年（昭和8年）、自社製作を開始したばかりのP.C.L.（のちの東宝）と専属契約を結び、映画俳優としてのスタートを切る。おもな代表作に『妻よ薔薇のやうに』（1935年、成瀬巳喜男監督）、『彦六大いに笑ふ』（1936年、木村荘十二監督）、『巨人伝』（1938年、伊丹万作監督※『レ・ミゼラブル』の舞台を日本に置き換えた映画。曽我部刑事(ジャベール)役）、『忠臣蔵』（1939年、滝沢英輔監督※吉良上野介役）などがある。故郷松山とゆかりのある『坊っちゃん』（1935年、山本嘉次郎監督）では山嵐を演じた。国策映画にも多数出演し、『指導物語』（1941年、熊谷久虎監督）など原節子と父娘を演じた作品にも出演している。
丸山は太宰治と親交があり、書簡が数点残されている。小説『酒の追憶』では丸山との交友が描かれている。

### 桜隊結成
1941年（昭和16年）6月9日、大政翼賛会大会議室で日本移動演劇聯盟が結成される。これは戦時体制にともなって全国各地を巡業する劇団もすべて国家の統制下に置こうとする国策組織で、表向き民間の要請により結成という形をとっていたが、実際は内閣情報局のテコ入れで結成されたものだった。同時にプロレタリア演劇の新築地劇団、新協劇団、そして彼らを支援する雑誌を出版するテアトロ社は強制的に解散させられ、丸山は大きな打撃を受ける。
この弾圧によって多くの俳優たちが分裂し行き場を失う中、劇作家の八田尚之は「愉快な演劇、一大喜劇団で国家に寄与」することを表向きの目的として、分裂した俳優たちの再結成を目論んだ。この呼びかけに丸山も応じることになり、1942年（昭和17年）に丸山、高山徳右衛門（薄田研二）、藤原鶏太（藤原釜足）、徳川夢声の4人が創立同人となって「苦楽座」が旗揚げすることとなる。この劇団には新協劇団の仲みどり、そして参加経緯は不明とされているが元宝塚のプリマ女優・園井恵子など、後に丸山と共に広島で遭難することになる人々も参加した。
一方、丸山が文学座に客演して大ヒットした舞台『富島松五郎伝』（国民新劇場、5月6日から5月21日まで、原作：岩下俊作、脚色：森本薫、演出：里見弴）は、翌1943年（昭和18年）に大映で『無法松の一生』として映画化され、舞台では杉村春子が演じたヒロインに園井恵子が抜擢されることとなる。この映画のヒットにより園井は映画界に留まることを要望されるが未熟という理由で拒否、苦楽座へと戻っていった。
サイパン島が陥落して、日本との距離を縮めたアメリカ軍が頻繁に本土空襲を行うようになり、本土決戦計画が立案されると、それは丸山たち国策と無関係に演劇活動を続けようとする俳優たちの活動にも影響を与えるようになった。映画館や劇場の相次ぐ閉鎖を受ける形で、1944年（昭和19年）12月24日に苦楽座は解散。しかしなおも演劇を続けたい、演劇を続けて暗い世相に活気を取り戻したいと熱望した丸山は、内閣情報局が奨励する移動慰問劇団の結成を思いつき、翌1945年（昭和20年）、移動演劇桜隊を結成する。そして、この時期になってやっと丸山は移動演劇聯盟に加入することとなった。この劇団には園井、仲の他、高山象三（薄田研二の息子）、多々良純、森下彰子などの俳優、八田元夫などの演出スタッフなど総勢17名が参加した。1945年6月末に広島の駐屯が決定し、7月4日のNHK広島放送局でのラジオ出演後、巡業を開始する。八田元夫の証言によると、この時、既に丸山は高熱に悩まされていた。（肋膜炎の遠因は自転車での転倒らしい）岡山、鳥取などの農山漁村、生産工場などを数か所を巡業した記録がある。中には巡業先に人が集まらず、子どもたち数名を前に演じた場所もあったという。しかし、旅の当初から患っていた肋膜炎が悪化したため、劇団員らは公演中止を促すも隊長としての責任感から、丸山は頑として跳ねつけた。しかし、体調悪化でいよいよ公演続行が不可能になり、1945年7月16日、拠点がある広島市堀川町の高野一歩邸（高野家が疎開のため、寮として借り受けていた）に引き上げることとなった。

### 被爆からその死まで
1945年8月6日。この日、中国地方巡回公演に備えて桜隊のメンバー8名と広島市堀川町の高野邸に滞在していた丸山は、原爆の投下に遭遇した。高野邸は爆風で倒壊し、命からがら瓦礫からはい出した丸山だったが、逃げる途中で倒れ意識を失ったところを救助される。最初は鯛尾島の救護所にいたが、比較的ケガが軽いと見做され、小屋浦国民小学校に移送される（首を梁に挟まれ、かなりの重傷を負っていた）。8月10日に桜隊を案じて東京から広島入りした八田元夫と槙村浩吉（桜隊事務局長）が、8月13日に鯛尾で丸山が書いたメモをつてに小屋浦を訪れ、劇的な再会を果たす。同日、八田と槙村に連れられ、満身創痍の状態で電車を乗り継ぎ、同じ中国地方を巡演していた移動演劇隊「珊瑚座」（乃木年雄座長）が拠点としていた厳島の存光寺に移る（丸山はケガの激痛で電車の通路で横になっていた）。乃木は丸山に、桜隊関係者や近所の人から聞いた話として、「園井さんと高山君は避難したようだが、他の者の行方は判らない」と告げると、丸山は「たぶん皆だめでしょう。自分だけ助かって家族の方に申し訳が立たない」と項垂れて泣くように言った。8月14日午前、槙村浩吉と珊瑚隊のメンバーが被爆地から仲間五人の骨を発見。遺骨を前に丸山は「すまん、すまん」と呻きながら、男泣きに泣いたという。同時に、原爆症による高熱、しゃっくり、強度の食欲不振、下痢に悩まされた。深夜、身体が熱いと言っては、裸で井戸水をかぶることもあった。8月15日正午の玉音放送を聴くと、丸山は少し元気を取り戻し、乃木に「大丈夫ですよ、これで日本は良くなりますよ。我々のやりたい芝居が、これからやれますよ。いい芝居をやりましょう」と言った。だが、翌8月16日、生死不明のままである残りの仲間の身を案じたまま、午後10時20分に死去した。44歳であった。なお、広島行きをともにし即死を免れた園井、高山象三、仲も、丸山の死の直後に同様の症状により相次いで死亡している。被爆地の高野邸は爆心地からわずか700メートルしか離れていないことから、丸山らは致死量の放射線を浴びていたと考えられる。

### 追悼の動き

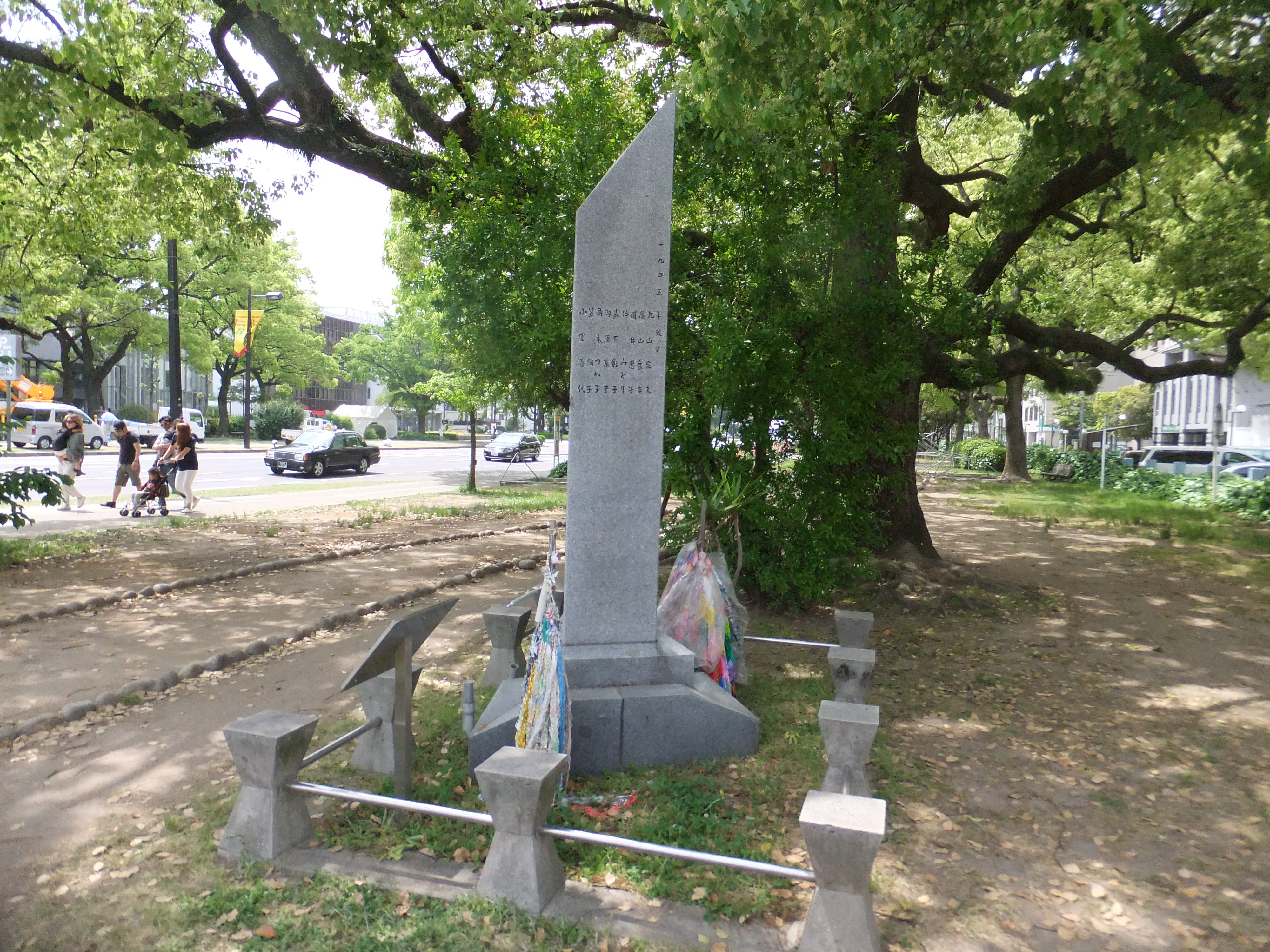
平和大通りにある移動演劇さくら隊殉難碑の側面。名前が刻まれている。

その死の特異さから、丸山追悼は桜隊および平和祈念と結びつけられることが多い。
連合軍占領下の日本で原爆など日米戦争の日本側犠牲者を追悼する行事や記念碑の建立は厳しく制限されていたが、そのさ中の1951年（昭和26年）8月、広島市新川場町（現在の同市中区内）のどぶ川のほとりに質素な木製の「丸山定夫・園井恵子　追慕の碑」が建てられた。
ついでサンフランシスコ講和条約締結によって日本の占領政策が終結した直後の1952年（昭和27年）、徳川夢声が呼びかけ人となって、東京に「桜隊原爆殉難碑」が建てられた。以後、この碑は、藤原釜足、小沢栄太郎、多々良純など多くの俳優によって守られ、丸山の業績とそれを一瞬にして灰燼に帰した原爆の恐怖を現在に伝えている。
こうした動きをもとにして、1955年（昭和30年）には、広島で開かれた第1回原水爆禁止世界大会（→原水協参照）で、新劇人に対して広島で新たな慰霊碑を建設する呼びかけが行われることとなった。この呼びかけに応じた徳川の他、八田、山本が奔走した結果、1959年（昭和34年）8月、新制作座、文学座、俳優座、ぶどうの会、民芸、中央芸術劇場の6劇団と「演劇人戦争犠牲者記念会」の協力によって「移動演劇さくら隊原爆殉難碑」が、被爆地に近い平和大通り北側の緑地帯（現在の広島市中区中町）に建立されることとなった。
また、前記した鎌倉の墓碑も市民たちによって改修を重ね、平和祈念の象徴として現在に至っている。
故郷の松山市では、丸山の業績の顕彰と平和祈念を目的として、生誕100周年にあたる2001年（平成13年）から毎年誕生日の5月31日に「丸山定夫を語る会」が開催されている。2006年（平成18年）11月に松山市で開催された映画祭では、出演映画4本の上映会がプログラムに組まれた。
命日である8月16日には、白炎忌（びゃくえんき）の呼称が付けられている。

## 映像化作品
- 『さくら隊散る』（1988年（昭和63年）、新藤兼人監督）：桜隊に関して関係者の証言と再現ドラマで綴ったセミドキュメンタリー。ドラマ部分において古田将士が丸山を演じている。
- 『海辺の映画館―キネマの玉手箱』（2020年（令和2年）、大林宣彦監督）：劇中劇として広島入り後の桜隊が描かれ、窪塚俊介が丸山を演じる。

## 墓所、記念碑
- 墓所＝知恩院（京都府京都市）、妙隆寺（神奈川県鎌倉市※昭和41年（1966年）建立、碑文は藤森成吉による）
- 記念碑（桜隊原爆殉難碑）＝天恩山五百羅漢寺（東京都目黒区）、広島県広島市平和大通り
- 記念碑（築地小劇場記念碑）＝東京都中央区築地